# Stupeň povodňové aktivity

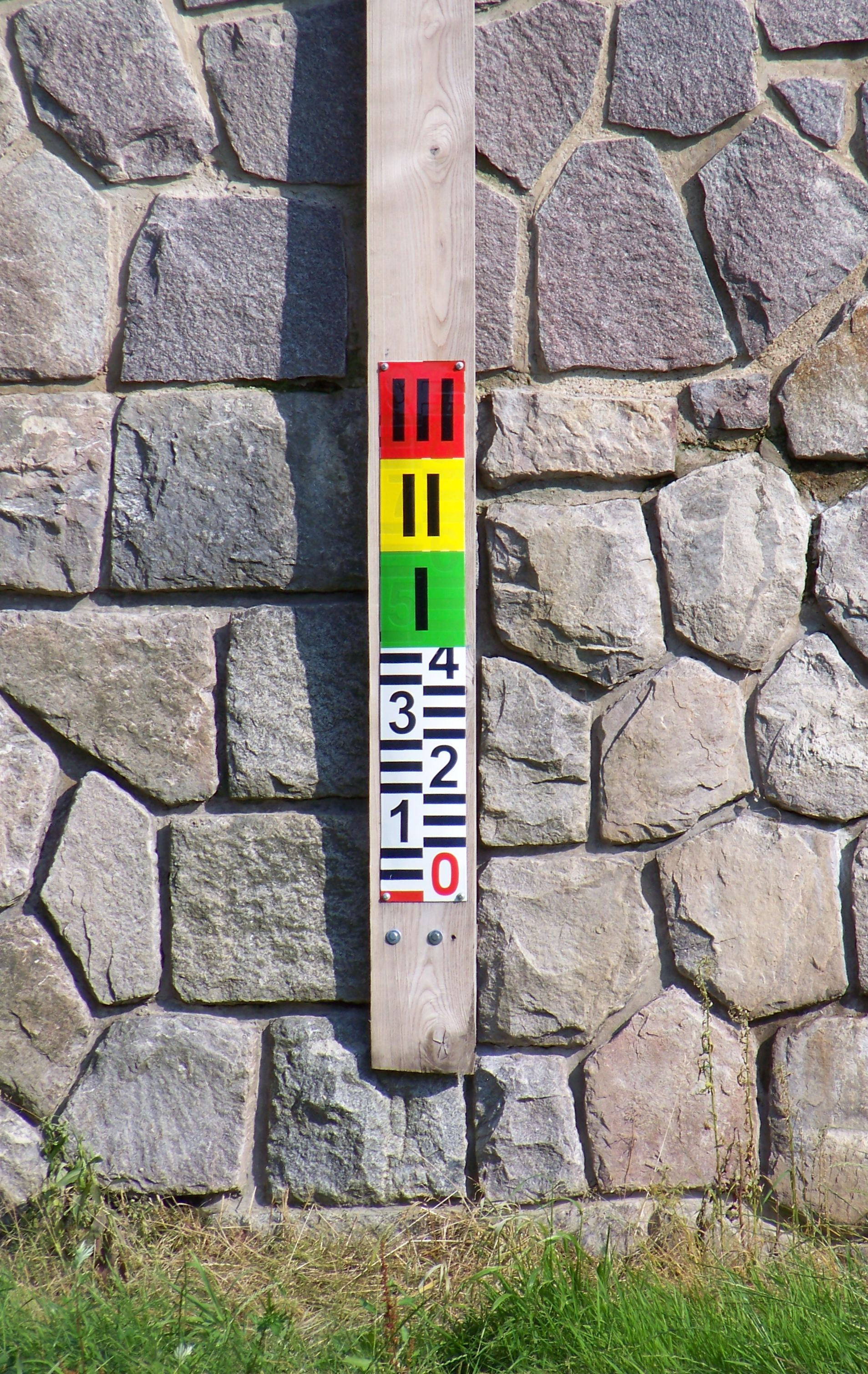
Označení stupňů povodňové aktivity u vodočtu pod Masarykovým mostem přes Tichou Orlici v Chocni

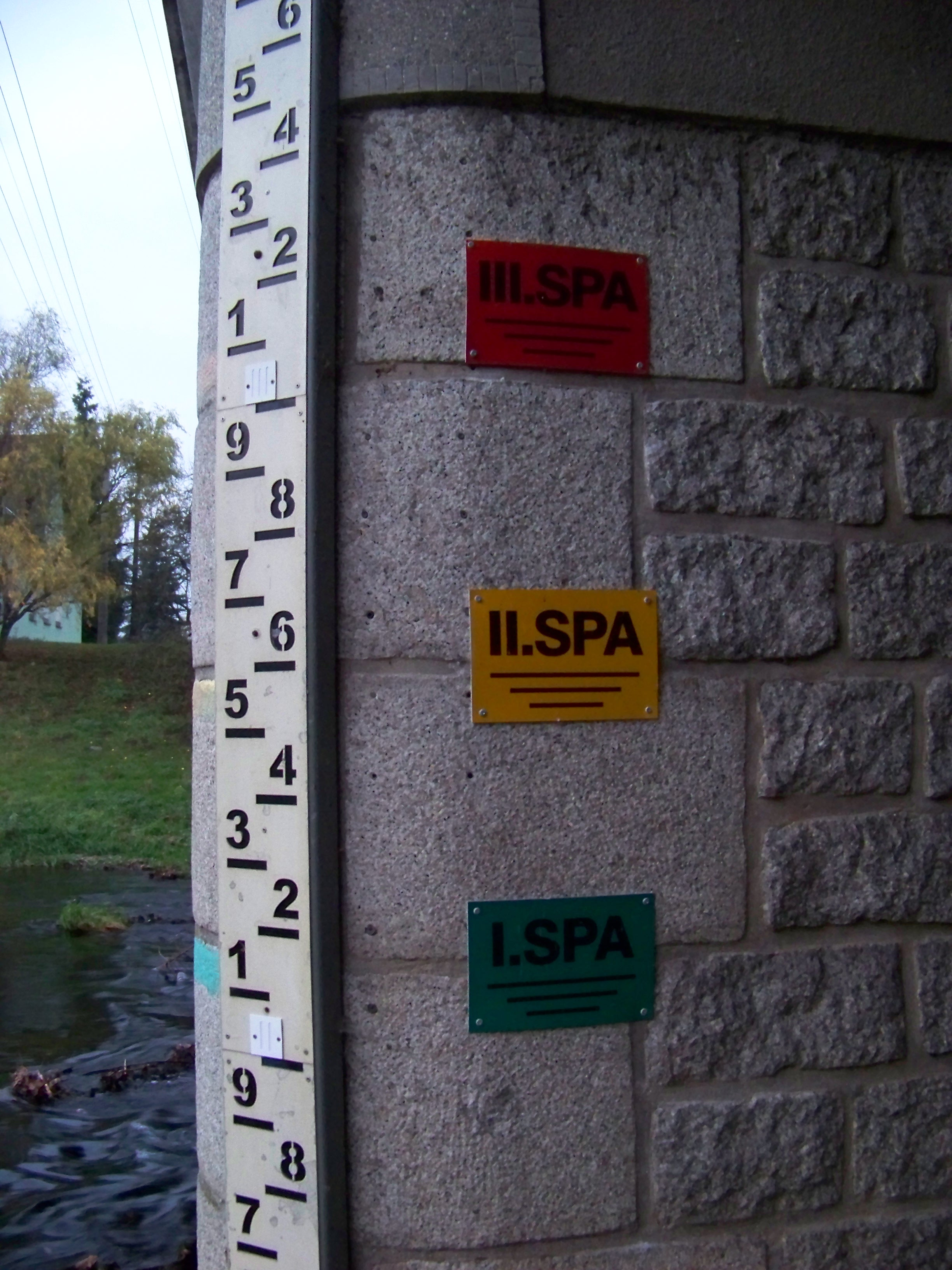
Označení stupňů povodňové aktivity u vodočtu na pilíři mostu přes řeku Moravu v Olomouci-Chomoutově

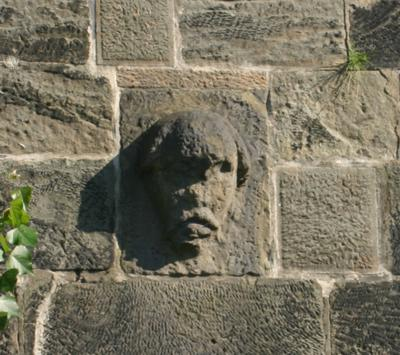
Kamenný basreliéf Bradáč sloužil jako vodoměrná značka – znamení příchodu velké vody na Juditině mostě v Praze

Stupeň povodňové aktivity (zkratka SPA) je jednoduché číselné označení situace z hlediska míry ohrožení obyvatelstva a jeho majetku možnou či právě probíhající povodní. V současné době definuje platný český vodní zákon tři možné stupně povodňové aktivity:
- První stupeň – stav bdělosti
- Druhý stupeň – stav pohotovosti
- Třetí stupeň – stav ohrožení

Poznámka: Není definován žádný „nultý stupeň“, který by popisoval normální stav bez hrozícího nebezpečí.

## Význam stupňů
První stupeň
Stav bdělosti nastává při nebezpečí povodně. Situaci na vodním toku nebo vodním díle je třeba věnovat zvýšenou pozornost, zahajuje hlídková služba.
Druhý stupeň
Ke stavu pohotovosti dochází v případě, že již nebezpečí přerostlo do skutečné povodně. Při jeho vyhlášení se aktivizují orgány protipovodňové ochrany a provádějí se opatření podle povodňového plánu.
Třetí stupeň
Stav ohrožení se vyhlašuje při nebezpečí vzniku škod většího rozsahu nebo ohrožení životů a majetku v záplavovém území. Probíhají zabezpečovací a případně i záchranné a evakuační činnosti.

## Podmínky vyhlašování SPA
Jednotlivé stupně povodňové aktivity jsou vyhlašovány vždy příslušnými pověřenými úřady, respektive orgány státní správy (veřejné správy), a to v případě, že je dosaženo předem stanovených limitů vodních stavů či předem určených mezních průtoků vody v tzv. hlásných místech daného vodního toku (nebo v případě, kdy dojde ke změně dalších relevantních parametrů vodního toku daných platným povodňovým plánem v příslušném konkrétním místě).